# Pierre Dupont (Garde républicaine)
Pour les articles homonymes, voir Dupont et Pierre Dupont.
Pierre Dupont, né le 3 mai 1888 à Saint-Omer (Pas-de-Calais), mort le 18 septembre 1969 à Suresnes (Hauts-de-Seine), est lieutenant-colonel et chef de musique de la Garde Républicaine, il est l’auteur de la Sonnerie aux morts.

## Ses œuvres
- La Sonnerie aux morts

## Orchestration sous sa direction
- Le Défilé de la Garde Républicaine, Musique de la Garde Républicaine sous la direction de Pierre Dupont
- La Marseillaise de Rouget de Lisle, compositeur ; Musique de la Garde Républicaine, sous la direction du Commandant Pierre Dupont.

## Exposition
- Pierre Dupont : un Audomarois à la garde républicaine, exposition à la Bibliothèque Municipale d’Agglomération de Saint-Omer, 2007[1].